# Mühltalstraße 30 (Darmstadt)
Das Wohnhaus in der Mühltalstraße 30 ist ein Bauwerk in Darmstadt-Eberstadt.

## Geschichte und Beschreibung
Das Wohnhaus wurde um das Jahr 1890 erbaut.
Stilistisch gehört das Haus zur Gründerzeit.
Das giebelständige, zweigeschossige kleinstädtische Gebäude besitzt ein abgewalmtes Satteldach.
Zur Mühltalstraße hin ist die Fassade mit gelben Klinker verblendet; mit einem Zackenfries im Ortgang.
In der Beletage befindet sich ein bauchiger Metallbalkon auf barocken, gusseisernen Konsolen.
Zwischen dem ersten und dem zweiten Obergeschoss gibt es schmückende Sandsteingesimse.
Das Gebäude steht auf einem grauen Natursteinsockel.
Zur Straße hin gibt es einen Vorgarten mit einem feinen Eck-Gartenpavillon aus Holz.
Ein einfacher schmiedeeiserner Stabgitterzaun mit Gusseisenspitzen begrenzt das Anwesen.

## Denkmalschutz
Das Anwesen ist aus architektonischen, baukünstlerischen und stadtgeschichtlichen Gründen ein Kulturdenkmal.